# Kongshøi (Hillerød)
Der Kongshøi war eine megalithische Grabanlage der jungsteinzeitlichen Nordgruppe der Trichterbecherkultur im Kirchspiel Strø in der dänischen Kommune Hillerød. Er wurde im 19. Jahrhundert zerstört.

## Lage
Das Grab lag südsüdwestlich von Sigerslevøster und nordöstlich des Hofs Kongshøjgård auf einem Feld. In der näheren Umgebung gibt bzw. gab es mehrere weitere megalithische Grabanlagen.

## Forschungsgeschichte
Im Jahr 1887 führten Mitarbeiter des Dänischen Nationalmuseums eine Dokumentation der Fundstelle durch. Zu dieser Zeit waren keine baulichen Überreste mehr auszumachen. Die Anlage war einige Jahre zuvor abgetragen worden.

## Beschreibung

### Architektur
Die Anlage besaß eine Hügelschüttung unbekannter Form und Größe. Im Hügel lag eine Grabkammer, die aus sieben bis neun Wandsteinen und einem Deckstein bestand. An der südöstlichen Seite befand sich der Zugang zur Kammer, dem wohl ein mit flachen Steinen bedeckter Gang vorgelagert war. Zur Orientierung und den Maßen der Kammer liegen keine Angaben vor. Der genaue Grabtyp lässt sich nicht sicher bestimmen.

### Funde
Bei der Abtragung des Grabes wurden Skelettreste und Beigaben gefunden. Zu den Beigaben gehörten Feuerstein-Beile und Bernstein-Perlen, deren Verbleib unklar ist. Außerdem wurde ein Feuerstein-Dolch gefunden, der dem Dänischen Nationalmuseum übergeben wurde, heute aber ebenfalls verschollen ist.